# さいたま市立沼影小学校
さいたま市立沼影小学校（さいたましりつ ぬまかげしょうがっこう）は、埼玉県さいたま市南区にある公立小学校。児童数1000人を超える市内最大のマンモス校として知られる。武蔵浦和駅周辺の再開発により児童が増加した。2028年度までに浦和大里小学校と内谷中学校と統合再編されて設置される「武蔵浦和学園義務教育学校（仮称）」の後期課程（小学5年から中学3年にあたる義務5年から義務9年まで）の校舎を隣接する沼影公園（沼影市民プール）に設置するため、現在の校地は義務教育学校（後期課程）の校庭と沼影市民プールの屋内プールの代替となるスポーツ施設に転用される。

## 規模
- 2014年度 - 児童数1066人31学級

## 沿革
- 1972年（昭和47年） - 浦和市立沼影小学校が開校。
- 1981年（昭和56年）10月 - 特別教室棟の校舎落成祝賀式を行う。
- 2001年（平成13年）5月1日 - さいたま市誕生により、さいたま市立沼影小学校に改称。

## 学区
- 沼影1丁目（1番～7番・8番21号～8番22号・15番～最終番地）、沼影2丁目、沼影3丁目
- 曲本4丁目、曲本5丁目
- 内谷4丁目、内谷5丁目

## 交通
- JR埼京線・武蔵野線武蔵浦和駅より徒歩10分。